# Val Soana
Le val Soana est une vallée italienne située dans les Alpes grées dans la ville métropolitaine de Turin. Il se trouve au sud de la Vallée d'Aoste, entre le val Chauselle et la vallée de l'Orco. Il fait partie des vallées arpitanes du Piémont. Le dialecte local est le valsoanin.

## Géographie

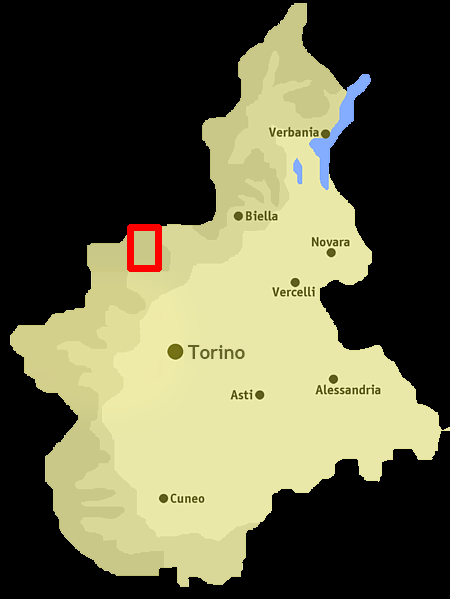
Carte de localisation dans la ville métropolitaine de Turin.

Une large partie de la vallée fait partie du parc national du Grand-Paradis. La vallée est constituée de trois vallons :
- celui de Piamprato (it), du nom d'un hameau qui s'y trouve, où la Soana prend sa source,
- celui de Campiglia, du nom du hameau de Campiglia Soana (it),
- et celui du Forzo (it), du nom du torrent qui y coule.

La vallée comporte de nombreux lacs d'altitude, le plus important d'entre eux étant le lac Lasin.

### Principaux sommets
Les principaux sommets de la vallée sont :
- Pointe des Seinges - 3 408 mètres
- Cimes de Valeille (it) - 3 357 mètres
- Monveso di Forzo - 3 322 mètres
- Tour de Lavina - 3 308 mètres
- Rose des Bancs - 3 164 mètres
- Mont Colombo (it) - 2 848 mètres
- Mont Giavin (it) - 2 766 mètres
- Mont Mars (Alpes grées) (it) - 2 756 mètres

### Principaux cols
Les principaux cols alpins qui relient la vallée avec les vallées voisines sont :
vers le Valeille
- le col occidental de Valeille - 3 201 m
- le col oriental de Valeille - 3 188 m
- le col inférieur des Seinges - 3 262 m
- le col du Rocher d'Azur - 3 177 m
- le col Monveso - 3 156 m
- le col de la Muraille rouge - 3 183 m

vers le vallon de Bardoney
- le col de Bardoney - 2 833 m

vers le vallon de l'Urtier
- le col Misérin - 2 842 m
- le col d'Arietta - 2 939 m

vers la vallée de Champorcher
- le col de Laris - 2 584 m

## Localités
La vallée se divise entre les communes d'Ingria, Ronco Canavese & Valprato Soana, au sein desquelles Piamprato (it) et Campiglia Soana (it) sont des localités notables.

### Refuges de montagne
Pour faciliter la randonnée pédestre de haute altitude, la vallée est dotée de plusieurs refuges de montagne :
- Refuge Bausano - 2 019 mètres
- Bivouac Pier Mario Davito - 2 360 mètres
- Bivouac Gino Revelli (it) - 2 610 mètres

## Sources
- (it) Cet article est partiellement ou en totalité issu de l’article de Wikipédia en italien intitulé « Val Soana » (voir la liste des auteurs).